# 塞西内-帕里塞
塞西内-帕里塞（法語：Seyssinet-Pariset，法語發音：[sɛsinɛ paʁizɛ] ⓘ），法国东南部城市，奥弗涅-罗讷-阿尔卑斯大区伊泽尔省的一个市镇，隶属于格勒诺布尔区，其市镇面积为10.65平方公里，2022年1月1日时人口数量为11,784人，在法国城市中排名第810位。
塞西内-帕里塞位于伊泽尔省中部偏东南，德拉克河左岸，隔河与省会格勒诺布尔相望，是格勒诺布尔西部的一个近郊卫星城，通过格勒诺布尔有轨电车C线连接其市区。

## 地名来源
“塞西内”和“帕里塞”两名来源于拉丁语“Saxeus”和“Paries”，分别意为“岩石”和“石壁”。

## 历史
塞西内-帕里塞成立于1929年，由“塞西内”（Seyssinet）全境和“帕里塞圣尼济耶”（Pariset-Saint-Nizier）的一部分合并而成，而帕里塞圣尼济耶的剩余部分则独立成为圣尼济耶迪穆什罗特。
塞西讷位于德拉克河左岸，而帕里塞则位于韦科尔山的一处山峦之上。两地历史上均长期为多菲内的一处普通村落，法国大革命后成为伊泽尔省的市镇。工业革命期间，一条由格勒诺布尔出发向西延伸的地方铁路由此通过，后因维护成本过高而废弃。二战后，随着格勒诺布尔的城市扩张，当地人口数量快速增加，成为格勒诺布尔城市圈的重要组成部分。

## 地理

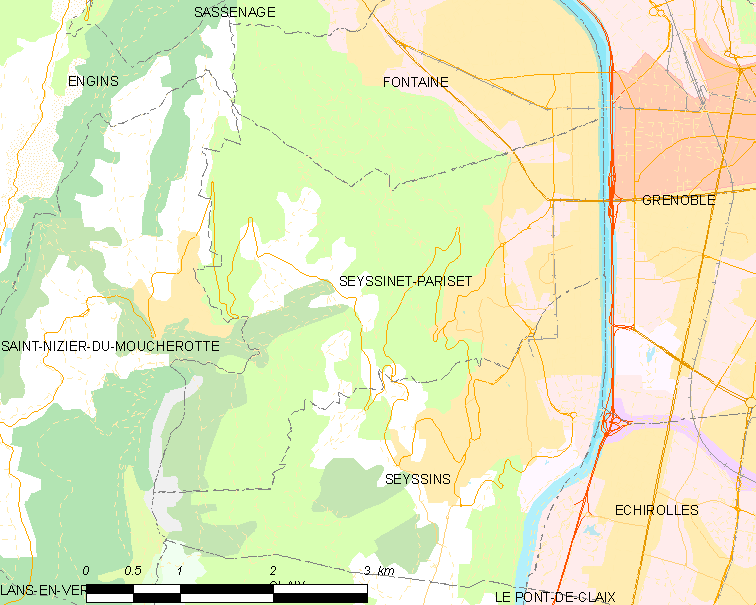
塞西内-帕里塞市镇范围地图

塞西内-帕里塞位于法国东南部，奥弗涅-罗讷-阿尔卑斯大区中部偏东南和伊泽尔省东南部，距离省会格勒诺布尔大约2公里。与塞西内-帕里塞接壤的市镇包括：昂然、方丹、格勒诺布尔、圣尼济耶-迪穆什罗特、塞桑。

### 地形
塞西内-帕里塞位于韦科尔山脉东部腹地，境内分为山地和平地两大地形区，其中山地位于西部，人口稀疏，未得到广泛开发；平地位于德拉克河左岸，集中了当地主要的人口；全境海拔在209到1,565米之间。

### 水文
德拉克河自南向北流经境内东部，隔河与格勒诺布尔相望。

### 植被
塞西内-帕里塞属于温带阔叶混交林区，部分高海拔地区（>1000米）存在针叶林分布。市区东北部的马克思公园（Parc Karl Marx）是当地主要的城市绿地，而山区的植被覆盖率则超过80%。
在鲜花城市的评比中，塞西内-帕里塞暂未被评级。

### 气候
塞西内-帕里塞在柯本气候分类法中属于带有温带海洋性特征的微气候。

## 行政区划
塞西内-帕里塞是法国奥弗涅-罗讷-阿尔卑斯大区伊泽尔省的一个市镇，编号为38485。塞西内-帕里塞隶属于格勒诺布尔区，隶属于伊泽尔省第四选区，管理枫丹-塞西内县，同时也是格勒诺布尔阿尔卑斯都会区的组成部分。
塞西内-帕里塞市镇被划为五个街区，并实行街区自治制度。
法国国家统计与经济研究所（简称）在进行数据统计时，将塞西内-帕里塞及相邻的另外52个市镇设为格勒诺布尔城市核心区，并将包括核心区在内的周边共192个市镇划为格勒诺布尔城市区。自2020年起，格勒诺布尔城市区被包含204个市镇的格勒诺布尔城市辐射区代替。此外，还将塞西内-帕里塞市镇分为了6个“块区”（IRIS），以便于统计人口分布情况。

## 交通

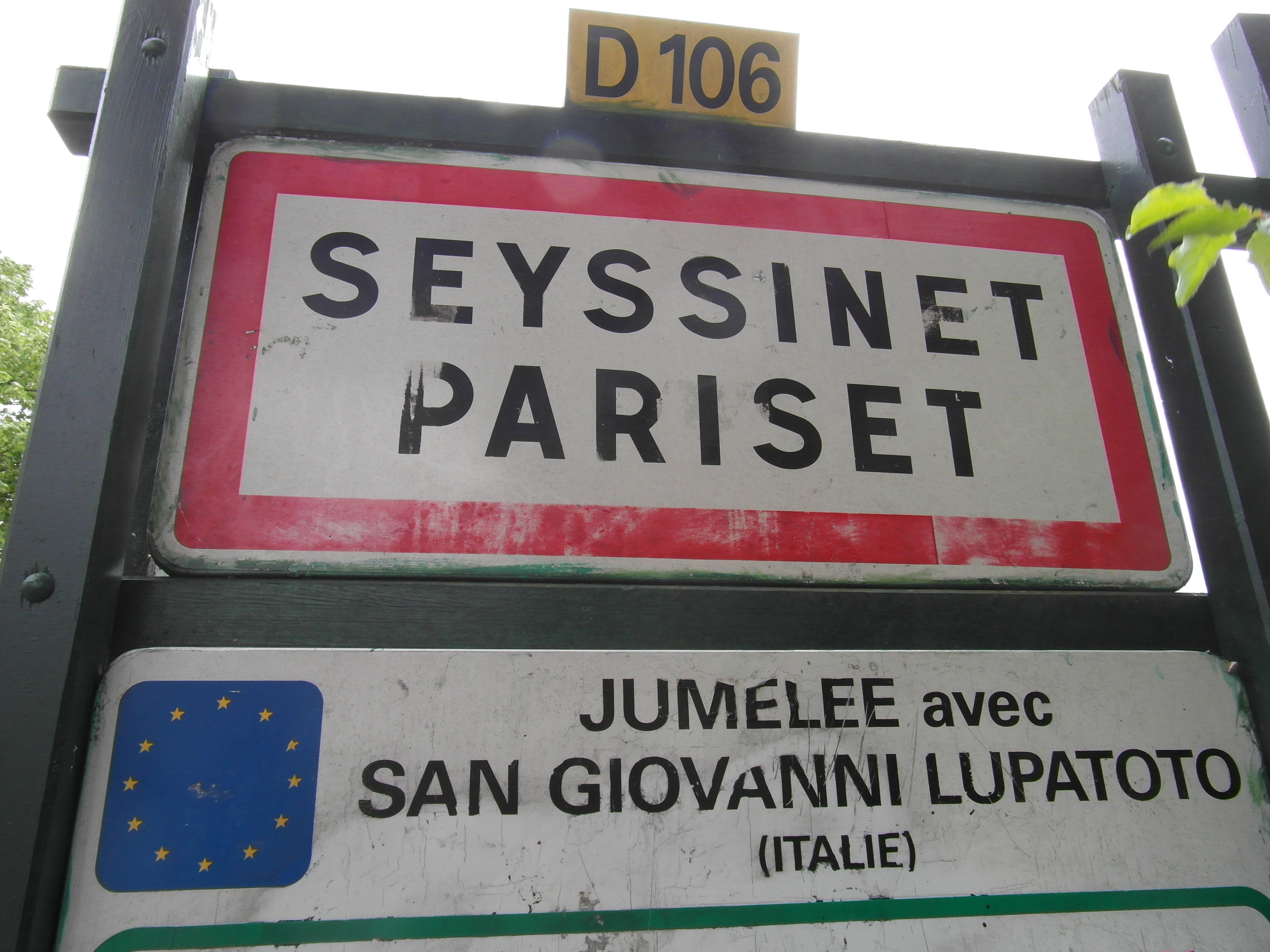
塞西内-帕里塞的入城路牌

### 公路
多条伊泽尔省省道在塞西内-帕里塞境内交汇，奥弗涅-罗讷-阿尔卑斯大区下属的伊泽尔城际客运提供5110号巴士线路，可前往韦科尔地区朗斯。
2017年，81.3%的塞西内-帕里塞家庭拥有至少一辆私人汽车。2019年，塞西内-帕里塞境内共发生各类交通事故5起，造成10人受伤。

### 铁路
距离塞西内-帕里塞最近的铁路客运车站为格勒诺布尔站。

### 航空
距离塞西内-帕里塞最近的民用航空站为里昂圣埃克絮佩里机场，距离塞西内-帕里塞市中心的公路里程约93公里。

### 城市公共交通
塞西内-帕里塞是格勒诺布尔城市公共交通（商业名称为）的服务范围，后者是格勒诺布尔阿尔卑斯都会区的城市公共交通系统。截至2021年6月，该系统共包括五条有轨电车线路和数十条公交线路，其中有轨电车C线和公交C6线、19路、20路和46路经过塞西内-帕里塞市区。

## 政治

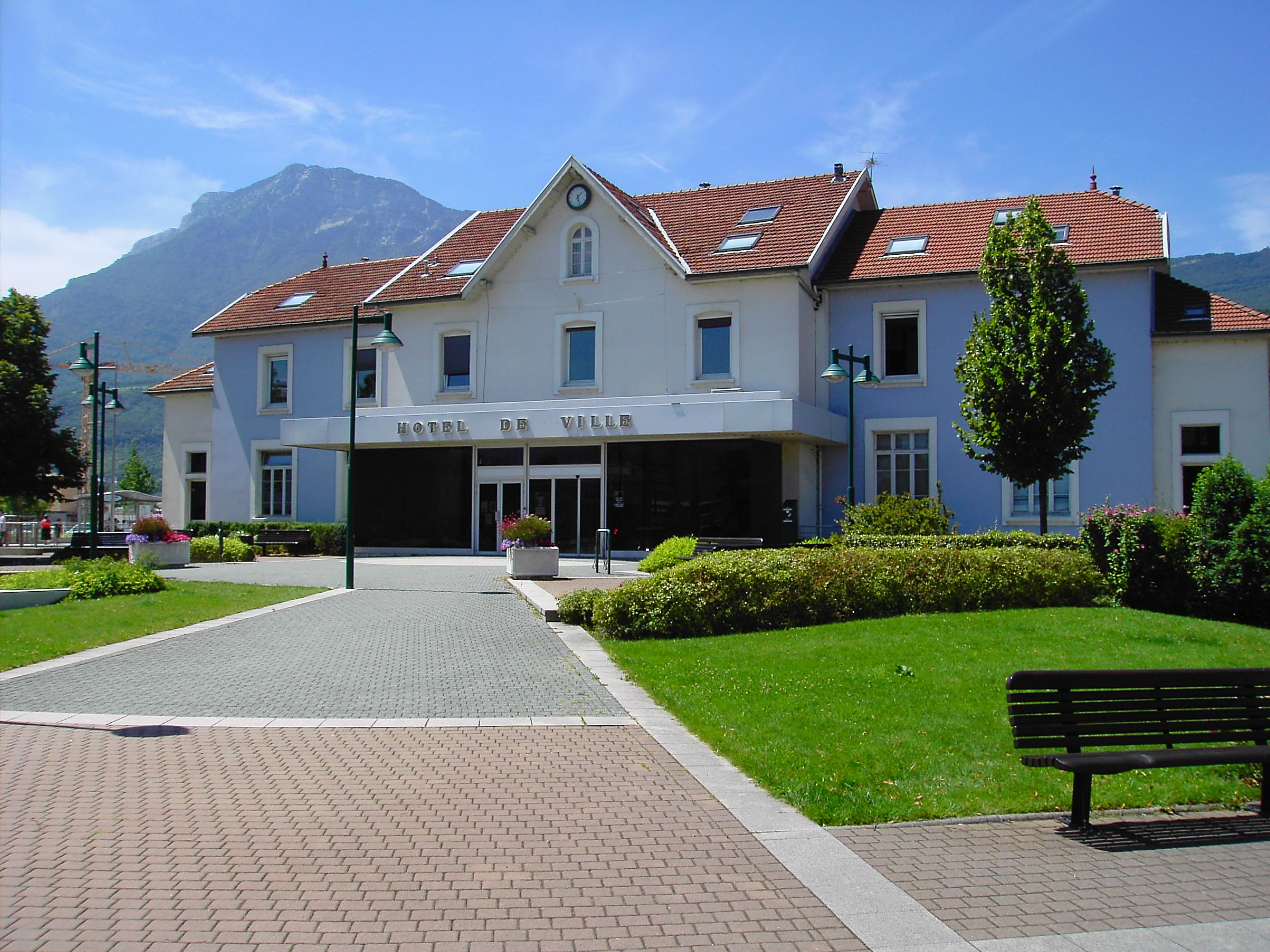
塞西内-帕里塞市政厅

塞西内-帕里塞的现任市长为纪尧姆·利西先生（Guillaume Lissy），他是社会党的一名成员，在2020年的市政选举中获得了57.36%的支持率。
在2017年的法国总统大选中，法国第25任总统埃马纽埃尔·马克龙在塞西内-帕里塞获得了71.45%的支持率。

## 人口
2018年，塞西内-帕里塞市镇人口数量为12,017，在法国排名第810位。其中男性5,749人，女性6,264人，75岁及以上人口占8.3%，外籍人口数量为2,408人，人口密度为1,128人/平方公里，当地居民被称为（男性）或（女性）。2019年，塞西内-帕里塞境内出生120人，死亡人口81人。
| 年份   | 1936  | 1946  | 1954  | 1962  | 1968   | 1975   | 1982   | 1990   | 1999   | 2006   | 2011   | 2016   | 2018   |
| ------ | ----- | ----- | ----- | ----- | ------ | ------ | ------ | ------ | ------ | ------ | ------ | ------ | ------ |
| 人口數 | 1,358 | 1,612 | 2,072 | 4,539 | 10,869 | 12,157 | 12,893 | 13,241 | 13,074 | 12,826 | 12,227 | 11,981 | 12,017 |

## 经济
塞西内-帕里塞是格勒诺布尔的一个卫星城，截至2021年6月，当地共有各类用人单位1,767家，平均历史为15年，其中99.06%为中小型企业（PME）。（信息技术）、（汽车销售）及（汽车销售）是当地2019年营业额最高的三个企业，分别为121,909,000欧元、46,081,162欧元和31,867,415欧元。

## 财政收入
2019年，塞西内-帕里塞的财政收入总额为14,668,600欧元，财政支出总额为13,080,200欧元，当年的债务总额为7,688,780欧元。2020年，塞西内-帕里塞共获得327,590欧元的国家财政补助，比上一年减少了0.14%。
2017年，塞西内-帕里塞的人均月收入总额为2,379欧元，其中高级职员为3,883欧元，低于法国平均水平（4,214欧元）；中级职员为2,330欧元，低于法国平均水平（2,353欧元）；普通职员为1,685欧元，亦低于法国平均水平（1,690欧元）。
2017年，塞西内-帕里塞境内的青壮年（15至64岁）失业率为11.1%，当地61.3%的家庭拥有纳税资格，平均纳税3,682欧元，低于法国平均水平（3,888欧元）。

## 社会事务

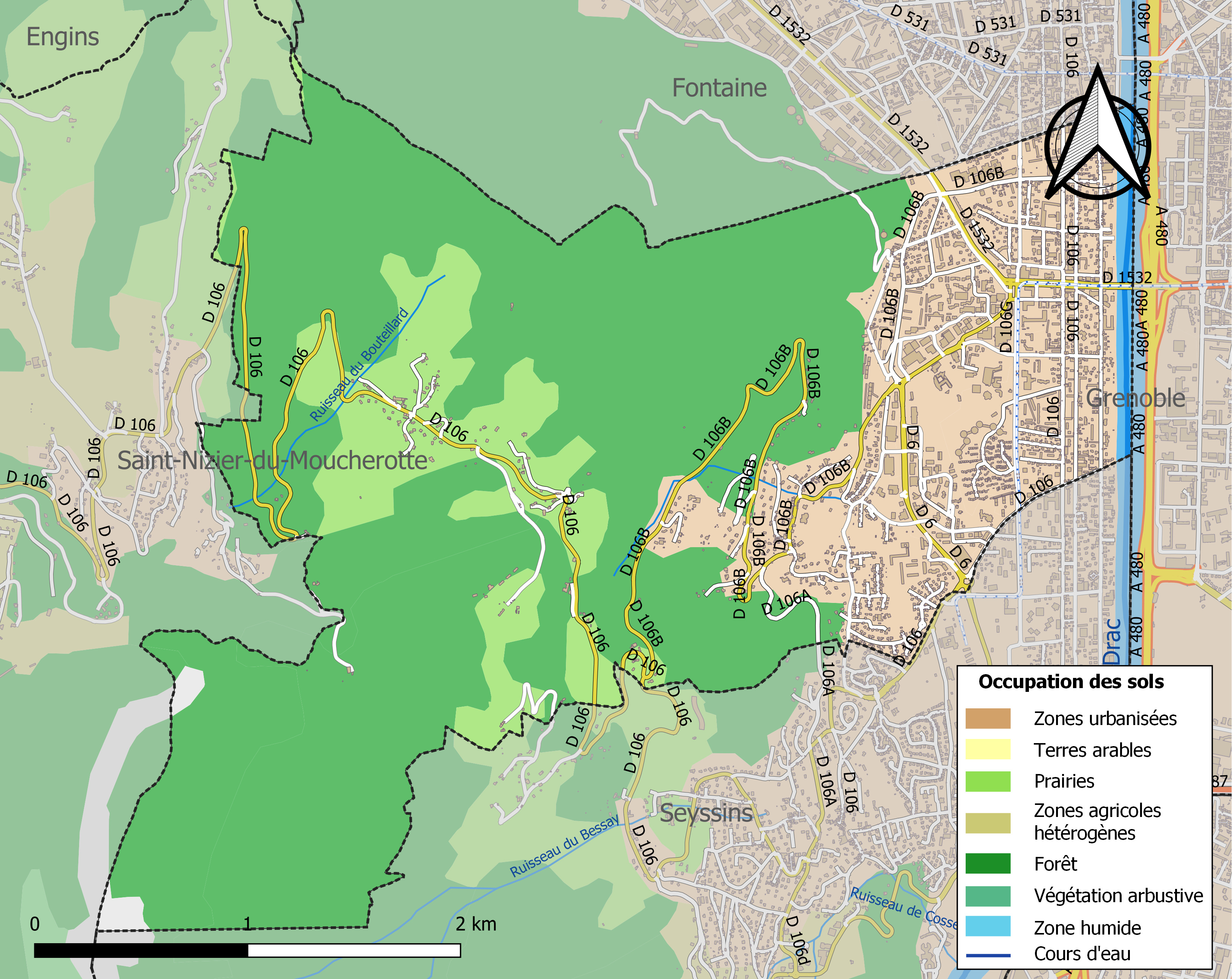
塞西内-帕里塞土地利用情况地图

### 教育
塞西内-帕里塞属于格勒诺布尔学区。截止2019年1月1日，塞西内-帕里塞境内共有4所幼儿园、4所小学、1所初级中学和1所普通高中。2018至2019学年度，塞西内-帕里塞境内共有在校中等教育阶段学生1,685名。

### 医疗
截止2019年1月1日，塞西内-帕里塞境内共有全科医生14名、保健师32名、牙医5名、护士25名、耳科医生3名、眼科医生1名、皮肤科医生1名、助产士2名、儿科医生0名和妇科医生0名。境内共有药房5家、养老院1家、残疾人帮扶中心0家。
塞西内-帕里塞距离格勒诺布尔阿尔卑斯大学中心医院的主病区（位于拉特龙什境内）的正常车程在20分钟以内。

### 住房
2017年，塞西内-帕里塞境内共有各类住房5,928套，其中21.1%为独立式居民区，75.5%为集中式居民区。常住房屋占塞西内-帕里塞市镇范围内居民建筑总量的94.0%。
在住房保障政策方面，2017年，塞西内-帕里塞境内共有798户家庭获得了住房经济补助，受益人数占总人口数量的6.6%，其中738份为房租补助。

### 商业
2019年，塞西内-帕里塞境内共有各类实体商铺268家，其中餐厅31家、大型超市1家、杂货店1家、面包房8家、肉铺4家、书店3家、装饰品店1家、银行门店8家、美容美发店18家、汽车维修店16家。市中心建有一家卡西诺超市。

### 体育
2019年，塞西内-帕里塞境内共有1家游泳池、3间体育馆、2座综合体育场、8处网球场、1处足球或橄榄球场以及4处篮球或排球场。
截至2021年6月，塞西内-帕里塞境内共有两支注册足球俱乐部。

### 环境
塞西内-帕里塞的环境事务由其所属的公共社区负责。2019年，塞西内-帕里塞境内暂无污染企业。

### 治安
2019年，塞西内-帕里塞市镇范围内有1处宪兵队。
2014年，塞西内-帕里塞及附近地区共发生各类案件5,820起，其中盗窃类案件3,857起，经济类案件379起，毒品交易类案件462起。

## 文化

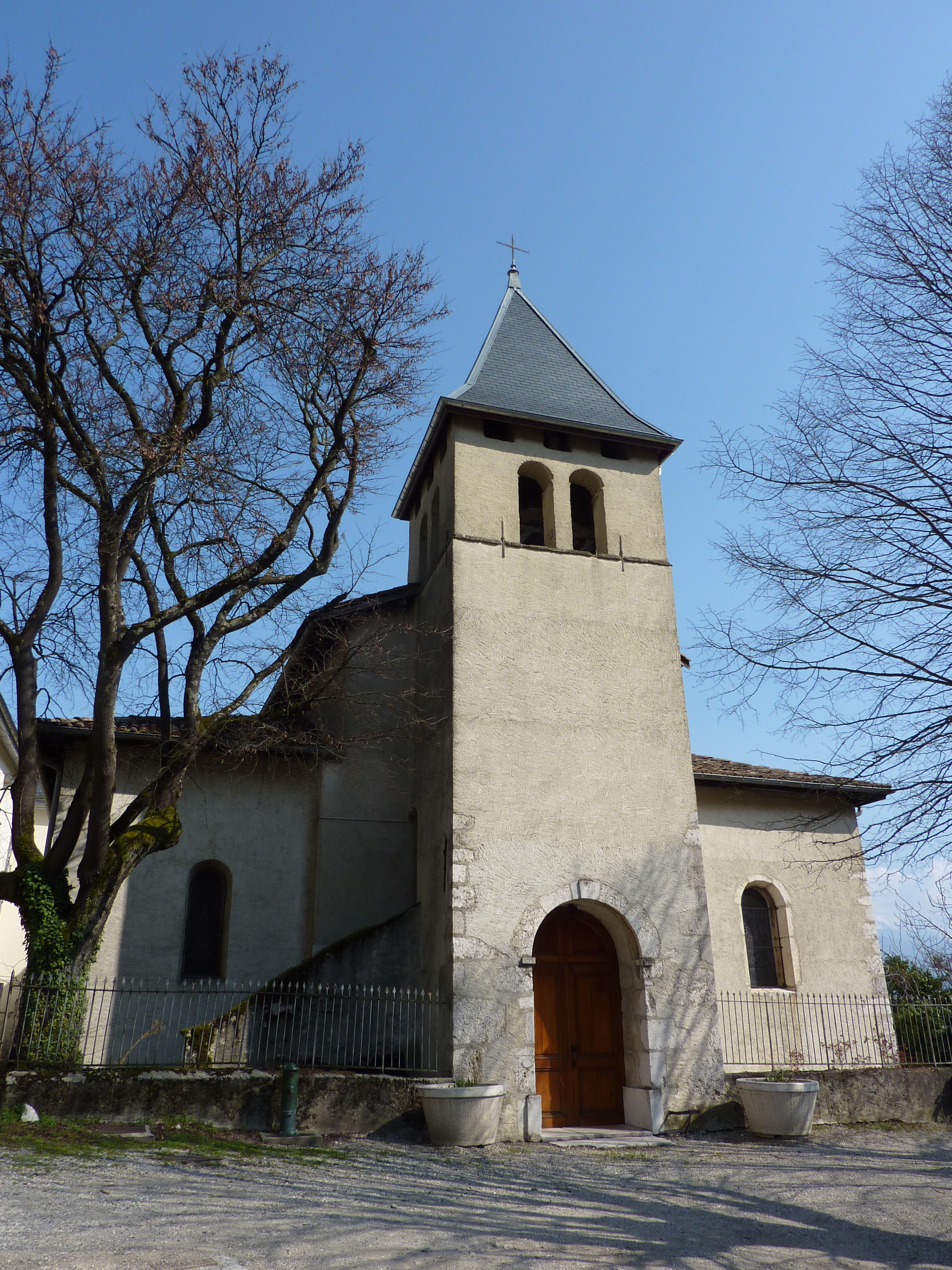
圣伯多禄教堂

2019年，塞西内-帕里塞境内共有1家剧场和1家音乐厅。塞西内-帕里塞市政府提供多媒体中心，向公众全年开放。

### 建筑
塞西内-帕里塞境内的历史建筑较少，其中圣伯多禄教堂是当地老城的代表性建筑物，而市中心的建筑多建于20世纪50年代以后。

### 旅游
塞西内-帕里塞的旅游事务由其所属的公共社区负责。2020年，塞西内-帕里塞境内共有1家酒店共计15间房间。

### 媒体
法国主要的媒体均可在塞西内-帕里塞接收，法国电视三台下属的奥弗涅-罗讷-阿尔卑斯大区频道在部分时段播出塞西内-帕里塞所属区域的地方新闻。

## 友好城市
截至2021年6月，塞西内-帕里塞共与一座城市互为友好城市关系：
- 義大利 圣乔瓦尼-卢帕托托